# Lusiny
Lusiny [luˈɕinɨ] (tiếng Đức: Losgehnen) là một ngôi làng thuộc khu hành chính của Gmina Bartoszyce, thuộc huyện Bartoszycki, Warmińsko-Mazurskie, ở phía bắc Ba Lan, gần biên giới với tỉnh Kaliningrad của Nga. Nó nằm khoảng 7 kilômét (4 mi) về phía đông nam của Bartoszyce và 55 km (34 mi) về phía đông bắc của thủ đô khu vực Olsztyn.
Đầu năm 1945, toàn bộ nam giới đã bị Quân đội Liên Xô xử tử.

## Cư dân đáng chú ý
- Friedrich Tischler (1881-1945)